# Acido mugineico 3-diossigenasi
La acido mugineico 3-diossigenasi è un enzima appartenente alla classe delle ossidoreduttasi, che catalizza la seguente reazione:
acido mugineico + 2-ossoglutarato + O2 ⇄ acido 3-epiidrossimugineico + succinato + CO2
acido 2′-mugineico + 2-ossoglutarato + O2 ⇄ acido 3-epiidrossi-2′-deossimugineico + succinato + CO2
L'enzima richiede ferro(II).